# Палчица
Палчица (дан. Tommelise) је бајка данског аутора Ханса Кристијана Андерсена коју је први пут објавила издавачка кућа Ц. A. Реитзел 16. децембра 1835. године у Копенхагену у Данској, у другом тому „Бајки испричаних деци” заједно са бајкама „Неваљали дечак“ и „Сапутник“.
Палчица говори о сићушној девојчици, и њеним авантурама са жабама, кртицама и гундељима. Успешно избегава њихове намере пре него што се заљуби у цветно-вилинског принца баш њене величине.
Палчица је углавном Андерсеново дело, мада је инспирацију добио из прича о минијатурним људима као што је „Тома Палчић“. Палчица је објављена као једна у серији од седам бајки 1835. године, које дански критичари нису добро прихватили, јер им се није допадао њихов неформални стил и недостатак морала. Један критичар је, међутим, похвалио Палчицу.  Најранији превод Палчице на енглески датира из 1846. године. Прича је прилагођена различитим медијима, укључујући телевизијску драму и анимирани филм.

## Радња
Жена која жуди за дететом пита вештицу за савет. Она јој даје јечам да посади. Из јечма је никао цвет а у цвету сићушна девојчица, не већа од палца, коју је назвала Палчица.
Једне ноћи, Палчицу, уснулу у колевци од орахове љуске, однесе жаба крастача која ју је желела као невесту за свог сина. Уз помоћ пријатељских риба и лептира, Палчица побегне крастачи и њеном сину, и плови на локвању све док је не ухвати гундељ. Гундељ је касније одбаци када његови пријатељи одбију њено друштво.
Када је дошла зима, Палчица се нашла у очајном положају. Напокон, уточиште јој је пружила стара пољска мишица, којој је знак захвалности одржавала пребивалиште. Приликом посете кртици, комшији пољске мишице, Палчица угледа повређену ласту. Посећује ласту током ноћи, а да не говори мишици где идие, и покушава да јој помогне да стекне снагу и често проводи време певајући јој песме, причајући јој приче, све док не дође пролеће. Након што је оздравила, ласта одлази, и обећава да ће поново доћи на то место.
На крају зиме, мишица предлаже Палчици да се уда за кртицу, али Палчици је перспектива да се уда за такво створење одбојна, јер он све дане проводи под земљом и никада не види ни сунце ни небо. Мишица непрестано гура Палчицу у брак, говорећи да јој кртица добро одговара и не слуша њене протесте. Палчица невољно пристаје јер се осећа захвалност према пољској мишици који јој је била заштитник.
У последњем тренутку, Палчица бежи с ластом у далеку земљу. На сунчаном пољу цвећа, Палчица среће мајушног цветно-вилинског принца баш њене величине и по њеном укусу и венчавају се. Добија пар крила да прати супруга на путовањима од цвета до цвета и ново име, Маја. На крају, ласта којој је сломљено срце кад се Палчица уда за принца, одлети у малу кућу у Данској. Тамо прича Палчицу човеку за кога се подразумева да је сам Андерсен, који бележи причу.

## Историјат
Ханс Кристиан Андерсен је рођен у Оденсеу у Данској 2. априла 1805. године, од оца Ханса Андерсена обућара и мајке Ане Марие Андерсдатер. Како је био једино дете, Андерсен је љубав према књижевности делио са својим оцем, који му је читао „Хиљаду и једна ноћ“ и басне Жана де Лафонтена. Заједно су правили панораме, поп-ап књиге играли се позоришта и ишли на излете у село.
Андерсенов отац је умро 1816. године, и од тада је Андерсен остао сам. Да би побегао од своје сиромашне, неписмене мајке, промовисао је своје уметничке склоности културној средњој класи Оденсеа, певајући и рецитујући у њиховим салонима. Четрнаестогодишњи Андерсен је 4. септембра 1819. године отишао из Оденсеа у Копенхаген са мало уштеђевине коју је стекао од својих наступа, референтним писмом балерини Мадам Шал и младалачким сновима и намерама да постане песник или глумац.
После три године одбијања и разочарања, коначно је пронашао покровитеља у Јонасу Колину, директору Краљевског позоришта, који је, верујући у дечаков потенцијал, од краља обезбедио средства за слање Андерсена у гимназију у Слагелсе, провинцијски град на западном Сјеланду, очекујући да ће дечак у одговарајуће време наставити школовање на Универзитету у Копенхагену.
У Слагелсеу, Андерсен је потпао под туторство Симона Меислинга, ниског, стаситог, ћелавог тридесетпетогодишњег класичара и преводиоца Вергилијеве Енеиде. Андерсен није био најбржи ученик у разреду и добио је издашне дозе Меислинговог презира. „Ти си глуп дечак који никада неће успети“, рекао му је Меислинг. Верује се да је Меислинг узет као модел за кртицу у „Палчици“.
Фолклористи Иона и Петер Опие претпоставили да је причу „ у почаст“ Андерсеновој пријатељици Хенријет Вулф, малој, крхкој, грбавој ћерки данског преводиоца Шекспира, која је волела Андерсена као што Палчица воли ласту. Међутим, не постоје писани докази који подржавају теорију.

## Извори и инспирација
Палчица је у суштини Андерсеново дело, али инспирацију је добио из традиционалне приче о „Тому Палчићу“ (обе приче почињу женом без деце која се саветује са натприродним бићем о стицању детета). Остале инспирације били су лилипутанаци у Гуливеровим путовањима Џонатана Свифта, Волтерова приповетка "Микромегас" са џиновским и минијатурним народима и прича Е.Т.А. Хофмана "Meister Floh", у којој је сићушна дама мучи главног јунака. Сићушна девојчица је главни лик у Андерсеновој прозној фантазији „Путовање пешице од Холменовог канала до источне тачке Амагера“ (1828), а јунакиња слична Андерсеновом малом бићу у цвету налази се у причи Е.Т.А. Хофмана „Принцеза Брамбила“.

## Публикација и критички пријем
Андерсен је објавио два дела своје прве збирке Бајки испричаних деци 1835. године, први у мају, а други у децембру. „Палчица“ је први пут објављена у децембарском делу, 16. децембра 1835. у Копенхагену. „Палчица“ је била прва прича у књижици која је обухватала још две приче: „Неваљали дечак“ и „Сапутник“. Прича је поново објављена у сабраним издањима Андерсенових дела 1850. и 1862. године.
Прве критике о седам прича из 1835. појавиле су се тек 1836. године, а дански критичари нису били одушевљени. Неформални стил прича и њихов недостатак морала сматрани су неприкладним у дечјој литератури. Међутим, један критичар је признао да је „Палчица“ „најлепша бајка коју сте могли пожељети“.
Критичари нису превише храбрили Андерсена. Један књижевни часопис уопште није помињао приче, док је други саветовао Андерсена да не губи време на писање бајки. Један критичар је изјавио да је Андерсену „недостајао уобичајени облик те врсте поезије [...] и да не би проучавао моделе“. Андерсен је осећао да ради против њихових унапред створених представа о томе шта би бајка требала бити, и вратио се писању романа, верујући да је то његов истински позив. Критична реакција на приче из 1835. године била је толико оштра да је чекао читаву годину пре него што је објавио „Малу сирену“ и „Царево ново одело“ у трећем и последњем делу Бајки испричаних деци.